# Sergio Sebastiani
Sergio Sebastiani (Montemonaco, 11 april 1931 – Rome, 16 januari 2024) was een Italiaans geestelijke en kardinaal van de Rooms-Katholieke Kerk.
Sebastiani studeerde aan het bisschoppelijk seminarie van Ascoli Piceno en het aartsbisschoppelijk seminarie van Fermo. Daarna studeerde hij aan het Gregorianum en behaalde hij een doctoraat in het canoniek recht aan de Pauselijke Lateraanse Universiteit. Hij werd op 15 juli 1956 priester gewijd.
Op 27 september 1976 benoemde paus Paulus VI Sebastiani tot apostolisch pro-nuntius voor Madagaskar en Mauritius en tot titulair aartsbisschop van Caesarea in Mauritanië; zijn bisschopswijding vond plaats op 30 oktober 1976. In 1985 werd hij nuntius in Turkije. In 1994 benoemde paus Johannes Paulus II Sebastiani tot secretaris-generaal van het voorbereidingscomité voor het jubeljaar 2000.
Op 3 november 1997 werd Sebastiani daarnaast benoemd tot president van de Prefectuur voor de Economische Zaken van de Heilige Stoel.
Sebastiani werd tijdens het consistorie van 21 februari 2001 kardinaal gecreëerd. Hij kreeg de rang van kardinaal-diaken. Zijn titeldiakonie werd de Sant'Eustachio. Sebastiani nam deel aan het conclaaf van 2005.
Sebastiani ging op 12 april 2008 met emeritaat.
Op 22 februari 2011 werd Sebastiani bevorderd tot kardinaal-priester. Zijn titeldiakonie werd pro hac vice zijn titelkerk.
Sebastiani overleed op 16 januari 2024 op 92-jarige leeftijd.
- Gemeinsame Normdatei: 1316125858
- International Standard Name Identifier: 0000 0001 1132 1289
- Nederlandse Thesaurus van Auteursnamen: 155532723
- Istituto Centrale per il Catalogo Unico: UBOV101412
- Virtual International Authority File: 161782539
- WorldCat: E39PBJxMh3vtpVv6KWDDY6ptrq